# Stadsbiblioteket 300 m²

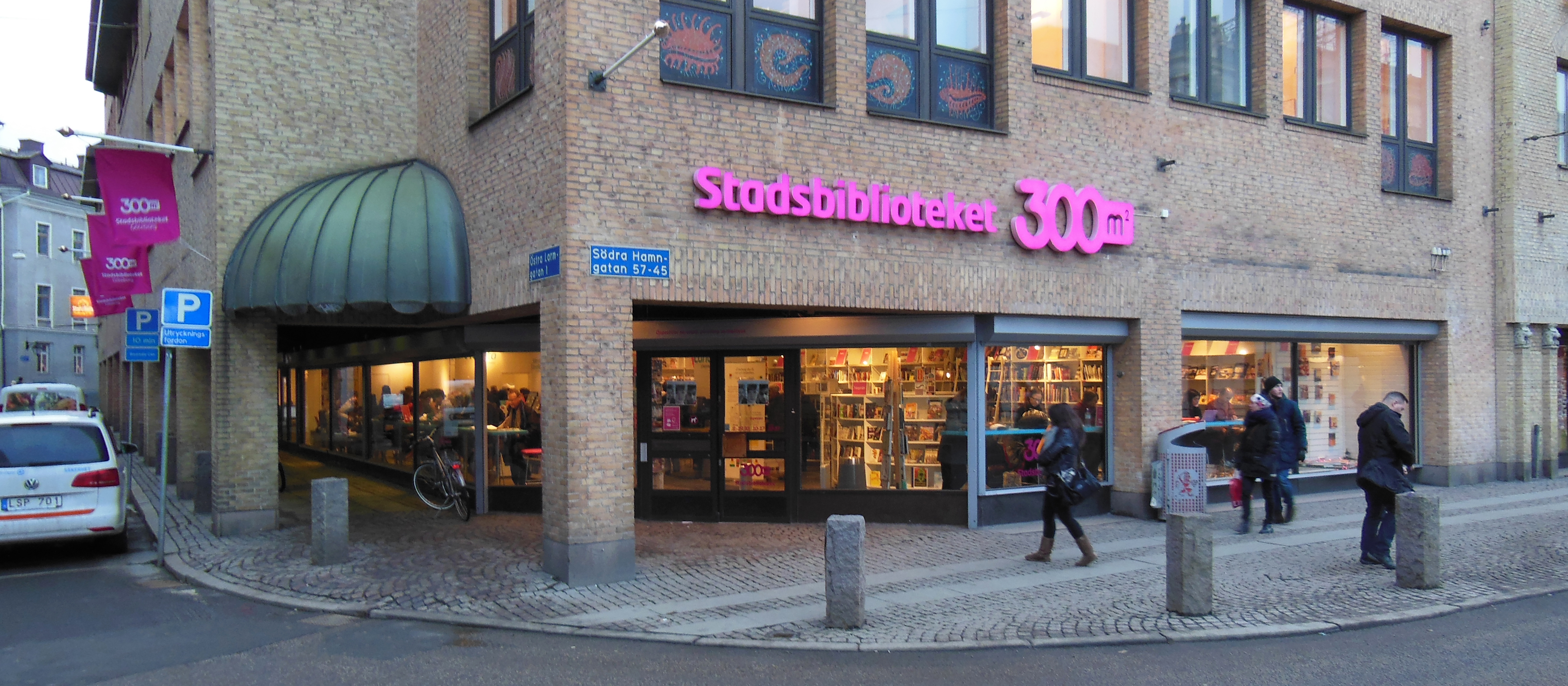
Stadsbiblioteket 300 m² på sin ursprungliga plats i februari 2013.

Stadsbiblioteket 300 m² är ett folkbibliotek i stadsdelen Inom Vallgraven i Göteborg, nära Brunnsparken och Gustaf Adolfs torg. Biblioteket tillhör Biblioteken i Göteborg, tillsammans med 25 andra folkbibliotek i olika stadsdelar inklusive Stadsbiblioteket på Götaplatsen. Det öppnade i november 2011 i samband med att Stadsbiblioteket på Götaplatsen skulle stänga för omfattande renovering. 2022 flyttade biblioteket från Södra Hamngatan 57 till Östra Hamngatan 32.
Bibliotekets namn anspelar på lokalens nätta yta, endast 300 m².